# Marnixstraat 150
Marnixstraat 150, Amsterdam is een gebouw aan de Marnixstraat te Amsterdam-Centrum.

## Geschiedenis
Hier lag tot in de 19e eeuw een verdedigingsschans aan de westkant van Amsterdam. Omdat Amsterdam uitbreidde had die schans weinig zin meer en in 1877/1878 werd er druk gebouwd op die schans, die omgedoopt werd tot Marnixstraat. Op een smalle strook tussen die schans/straat en de Singelgracht werd ruimte gevonden om een toneelschool te plaatsten. De aanbesteding vond plaats op 8 november 1877 in het gebouw "Roode Leeuw" aan de Vijgendam. In november 1878 kon het complex in gebruik genomen worden. Het gebouw was in handen van de in 1874 opgerichte Tooneelschool. De ontwerper van het gebouw is Dolf van Gendt. 

## Gebouw

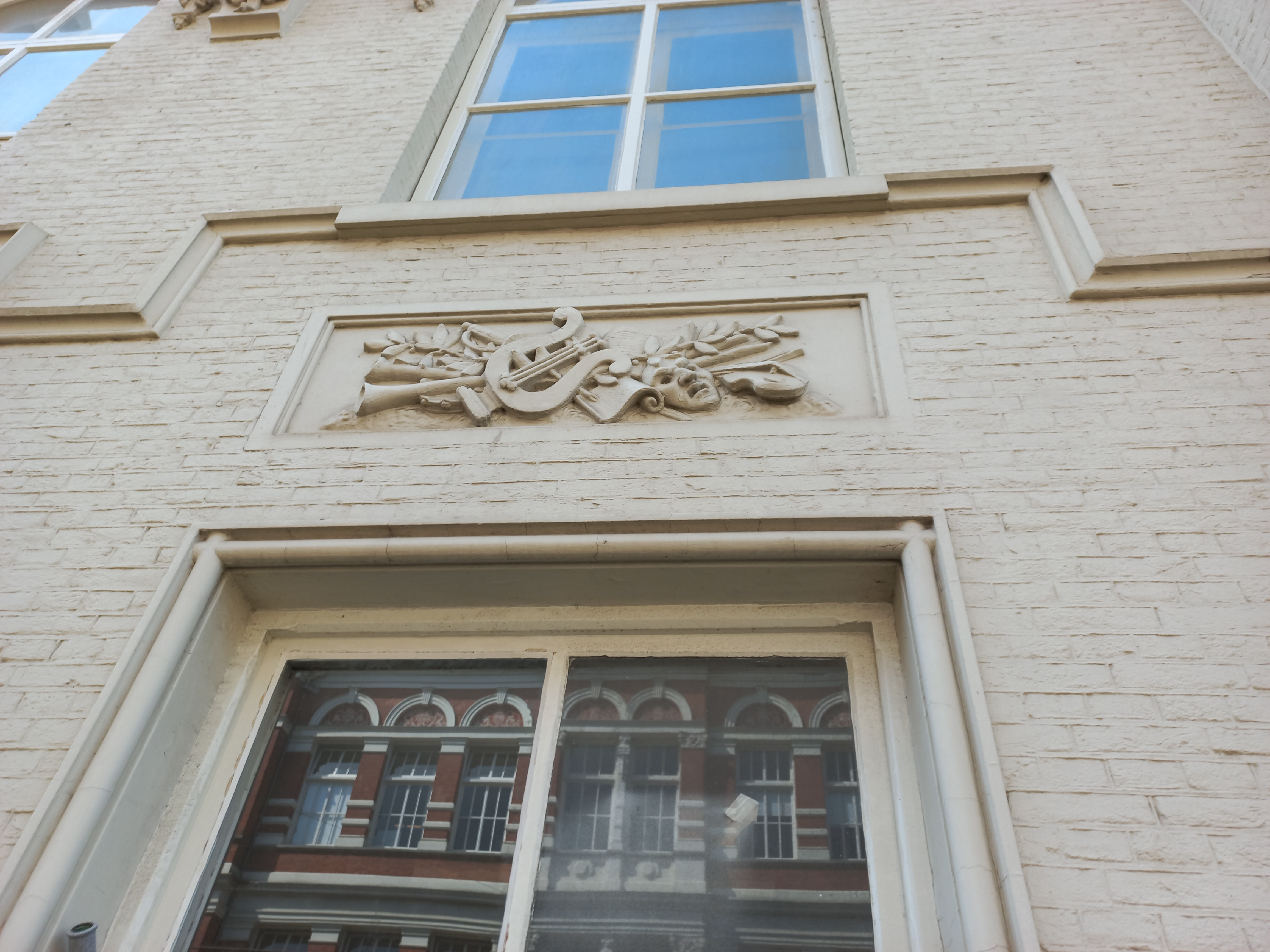
Kunstenaarsattributen (augustus 2023)

Het gebouw bestaat uit “slechts” twee bouwlagen in het schilddak, omringende gebouwen uit die tijd kregen meer verdiepingen. De symmetrische voorgevel is vijf ramen breed, waarbij het middelste raam op de begane grond is vervangen door de toegangsdeur. Boven de vensters op de begane grond zijn beeldhouwwerken te vinden die verwijzen naar het gebruik van het gebouw. De voorgevel is op enkele onderdelen na van baksteen waarover heengesausd is, waardoor het een ecru uiterlijk kreeg (bij oplevering had het gebouw een rode baksteenkleur). Ook pilasters, isenen en middelste dakkapel zijn uitgevoerd in baksteen met sauslaag. De twee buitendelen van de gevel zijn enigszins risalerend uitgevoerd. Iets dat in het oog springt is dat alle ramen zijn uitgevoerd met ontlastingsbogen in de Romaanse traditie (rond) terwijl het raam in de stenen dakkapel voorzien is van een raampje met een Gotisch eind (spits). De middelste dakkapel wordt geflankeerd door houten dakkapellen met houten klauwstuken. Boven de toegangspartij is nog een tableau zichtbaar waar in het verleden nog “Tooneel school” vermeld stond. In eerste instantie stond "Tooneel" is een boog met daaronder "school". Later werd dit rechtgetrokken en stond "tooneel" en "school" recht op gelijke hoogte. Bij de aanstaande opening vroeg een enkeling zich af hoe het mogelijk was dit gebouw voor nog geen 19.000 gulden gebouwd was en dat het jammer was dat het niet in de binnenstad was neergezet. De drie onderwijszalen werden geplaatst op de verdieping net als een kleine toneelzaal (4,9 bij 5,7 meter), maar door het toepassen van verplaatsbare wanden kon van deze vier ruimten één gemaakt worden. De vier ruimten kwamen uit op één gang, die met een aan de buitenzijde gebouwd trappenhuis verbinding had met de begane grond. Op de begane grond was een (grote) dienstwoning ingebouwd met salon, slaapkamer, woonkamer, eetkamer en keuken. Onder de kap konden desgewenst verblijven voor leerlingen ingericht worden.

## Later
Het gebouw bevindt zich niet meer in originele staat. Voordat er maar sprake was van een monumentstatus werd de zijde aan de Singelgracht onder architectuur verbouwd naar ontwerp van Lau Peters, die toch al een uitgebreid oeuvre heeft achtergelaten in de stad. De school moest voor die bebouwing, waarbij het gebouw tot aan het water van de Singelgracht reikt, het pand verlaten en het verplaatste naar Westeinde. De Tijd sprak destijds van een “naargeestig ouderwets gebouw”. 
Eigenaar van het gebouw was toen Vereniging Nederlands Toneelverbond voor de Academische Kunst, een voorloper van de Academie voor Theater en Dans. 
De toneelschool kwam destijds van het Singel, het vertrok in 1976 naar De Nieuwe Liefde aan de Da Costakade 102, alwaar de Bioscoop De Liefde in 1969 haar deuren sloot. Het gebouw aan de Marnixstraat was te verouderd om er nog opleiding te verzorgen.
Op 22 april 2022 werd het gebouw ingeschreven in het monumentenregister waarbij architectuur, voormalig gebruik en de combinatie daarvan een voorname rol hebben gespeeld en dan nog in het bijzonder het gebruik voor toneelschool. Het monumentenregister spreekt van een eclectische bouwstijl met neorenaissance-invloeden.
Het gebouw dient in 2023 tot broedplaats Het Witte Huis voor kunstenaars; musici en geluidproducerende kunstenaars konden zich er niet vestigen vanwege te verwachten geluidsoverlast.